# Anno Mungen
Anno Mungen (* 13. Oktober 1961 in Köln) ist ein deutscher Theaterwissenschaftler und Musikwissenschaftler. Er lehrt seit 2006 als (Musik-)Theaterwissenschaftler an der Universität Bayreuth. Er ist Leiter des Forschungsinstituts für Musiktheater (fimt) und Inhaber des Lehrstuhls für Theaterwissenschaft unter besonderer Berücksichtigung des Musiktheaters an der Universität Bayreuth.

## Leben
Mungen besuchte den Musikzweig des Humboldtgymnasiums Köln.
Er studierte 1982–1986 Querflöte an der Musikhochschule Duisburg und legte die Prüfung zum staatlich anerkannten Musikschullehrer ab. 1986–1995 wechselte er zum Studium der Musikwissenschaft und Kunstgeschichte bei Carl Dahlhaus, Sieghart Döhring und Helga de la Motte-Haber sowie Wolfgang Wolters und Bernd Nicolai an die Technische Universität Berlin (dort Magister Artium und Promotion). 1999 erfolgte ein Forschungsaufenthalt in den USA innerhalb des DFG-Projekts „Theaterbilder und Musik“, das in dem von Erika Fischer-Lichte geleiteten Schwerpunktprogramm „Theatralität“ durchgeführt wurde. 1995–2000 war Mungen Wissenschaftlicher Mitarbeiter am Musikwissenschaftlichen Institut der Johannes-Gutenberg-Universität Mainz, an das ihn Christoph-Hellmut Mahling holte. 2002 wurde er dort habilitiert. 2004–2005 übernahm er eine Vertretungsprofessur für Musikwissenschaft an der Rheinischen Friedrich-Wilhelms-Universität Bonn, war dort von 2005 bis 2006 Professor für Musikwissenschaft.
Seit 2006 arbeitet er als Nachfolger von Sieghart Döhring als Leiter des Forschungsinstitut für Musiktheater in Thurnau und Bayreuth, wo er in Forschung und Lehre einen weitgefassten Musiktheaterbegriff vertritt, der neben den klassischen Genres wie Oper, Operette, Musical und Tanztheater auch Formate im Sinne der „Everyday Performance“ mit Musik (wie zum Beispiel in Karnevalsumzügen) einschließt.

## Forschung und Lehre
Im Zentrum seiner wissenschaftlichen Tätigkeit steht der Ansatz, Musiktheater und Musik über ihre Aufführung zu analysieren. In diesem Ansatz eingeschlossen finden sich zudem Perspektiven der Medialität und Gender. Die Lehrprogramme, die Mungen ins Leben gerufen hat und betreut (Masterstudiengänge „Musik und Performance“ und „Oper und Performance“) beziehen sich ebenso auf diese Maxime wie die von ihm ins Leben gerufene und herausgegebene Online-Zeitschrift ACT. Auch die Publikationsreihe des Instituts Thurnauer Schriften zum Musiktheater greift vornehmlich solche Phänomene auf.
Frühere Forschungsprojekte befassten sich mit „Musik – Stimme – Geschlecht“, dem Thema Karneval und Musik, sowie dem Wagnerjubiläum 2013 (WagnerWorldWide). Jüngere Forschung schließt das Thema Oper im Nationalsozialismus ein, zu dem Mungen zusammen mit anderen 2018 die Ausstellung Hitler.Macht.Oper konzipierte, die in Kooperation mit dem Staatstheater Nürnberg und dem Dokumentationszentrum Reichsparteitagsgelände der Stadt Nürnberg ebenda gezeigt wurde. Als ein weiteres Ergebnis dieser Arbeit wurde eine Monographie zu Wieland Wagners Karriere von 1941–1945 erstellt. Innerhalb der Forschungsgruppe „Krisengefüge der Künste“ leitet Mungen ein Projekt zum Musiktheater.

## Schriften (Auswahl)
- Musiktheater als Historienbild. Gaspare Spontinis „Agnes von Hohenstaufen“ als Beitrag zur deutschen Oper (= Mainzer Studien zur Musikwissenschaft 38), Tutzing 1997.
- The Music is the Message: The Day Jimi Hendrix Burned his Guitar – Film, Musical Instrument, and Performance as Music Media, in: Ian Inglis (Hrsg.), Popular Music and Film, London 2003, S. 60–76 (dieser Beitrag erschien auch in: Pauline Reay [Hrsg.], Music in Film. Soundtracks and Synergy, New York 2004).
- „BilderMusik“ – Panoramen, Tableaux vivants und Lichtbilder als multimediale Darstellungsformen in Theater- und Musikaufführungen vom 19. bis zum frühen 20. Jahrhundert, 2 Bände (= Filmstudien 45/46), Remscheid 2006.
- Das Wagner-Lexikon. Hrsg. im Auftrag des Forschungsinstituts für Musiktheater Thurnau von Daniel Brandenburg, Rainer Franke und Anno Mungen. Laaber-Verlag
- Anno Mungen (Hrsg.), Mitten im Leben. Musiktheater von der Oper zur Everyday Performance (= Thurnauer Schriften zum Musiktheater 23), Würzburg 2011.
- Singstimmen: Ästhetik – Geschlecht – Vokalprofil, Bericht zum Symposion Mai 2012, Thurnau, Thurnauer Schriften zum Musiktheater 28, Würzburg 2017 (zusammen mit Saskia Woyke, Katrin Losleben und Stephan Mösch).
- Feiern – Singen – Schunkeln. Karnevalsaufführungen vom Mittelalter bis heute (= Beiträge zur Rheinischen Musikgeschichte 175), Kassel 2017 (zusammen mit Maren Butte und Dominic Larue).
- Music Theater as Global Culture. Wagner’s Legacy Today, (= Thurnauer Schriften zum Musiktheater 25), Würzburg 2017 (zusammen mit Nicholas Vazsonyi, Julie Hubbert, Ivana Rentsch, Arne Stollberg).
- Hitler.Macht.Oper., Katalog zur Ausstellung des Forschungsprojektes Nürnberger Musiktheater 1920 bis 1950. Ein Erkenntnistransferprojekt der Universität Bayreuth, in Kooperation mit dem Staatstheater Nürnberg und dem Dokumentationszentrum Reichsparteitagsgelände der Stadt Nürnberg, 15. Juni 2018 bis 3. Februar 2019, Petersberg 2018 (zusammen mit Tobias Reichard und Alexander Schmidt).
- Musiktheater in der Krise? Positionen zwischen Institution und Ästhetik, ACT, Heft 9, Turnau 2020 (zusammen mit Ulrike Hartung).
- Hitler.Macht.Oper. Propaganda und Musiktheater in Nürnberg 1920–1950, Textband zum Forschungsprojekt Nürnberger Musiktheater 1920 bis 1950. Ein Erkenntnistransferprojekt der Universität Bayreuth, in Kooperation mit dem Staatstheater Nürnberg und dem Dokumentationszentrum Reichsparteitagsgelände der Stadt Nürnberg, (= Thurnauer Schriften zum Musiktheater 40) Würzburg 2020 (zusammen mit Silvia Bier, Tobias Reichard und Daniel Reupke).
- Die dramatische Sängerin Wilhelmine Schröder-Devrient: Stimme Medialität, Kunstleistung (= Thurnauer Schriften zum Musiktheater 37), Würzburg 2021.
- Hier gilt's der Kunst. Wieland Wagner 1941–1945, Frankfurt 2021.